# Måseskär
Måseskär är en ö med en fyrplats i havsbandet på Sveriges västkust. Den är belägen sex kilometer väster om Orust, strax sydväst om den bebodda Käringön, i Orusts kommun.
År 1829 byggdes ett sjömärke på ön. År 1865 tillkom öns första fyr, en Heidenstamfyr målad i vitt och rött. 1950 blev fyren, som tidigare haft fotogen som ljuskälla, elektriskt driven. År 1978 släcktes den äldre fyren och ersattes av en liten vit plastfyr bredvid. Den gamla fyren står fortfarande kvar intakt och tändes 1 till 8 aug 2015 av entusiaster i Svenska Fyrsällskapet.
Fyrplatsen är ett statligt byggnadsminne sedan den 7 december 2017.

## Motivering för byggnadsminnesförklaring
Måseskär är en av västkustens mest kända fyrplatser. Såväl Heidenstamfyren i järnkonstruktion från 1865 som byggnaderna på ön är välbevarade och trots det vädermässigt utsatta läget väl underhållna och i gott skick. Måseskär har ett av de äldsta fyrtornen av denna typ på västkusten. Fyrtekniska detaljer som kugghjulsmaskineri i mässing och lodverket är bevarade. En av de kanoner som från och med 1873 användes för mistsignalering finns kvar liksom den ångmistsiren, som användes från mitten av 1880-talet. Gårdsbebyggelsen är intakt och dess exteriöra utformning har i stora drag behållits. De kvarvarande av sten inhägnade odlingarna berättar om livsbetingelserna på fyrplatsen.

## Historik
På Måseskär uppfördes 1829 ett stångmärke på Kronans bekostnad. Det var ett 18 meter högt och bestod av en rödfärgad hjärtspira med brädklädda stöttor samt en vitmålad tavla med spetsen nedåt som toppmärke. Ännu tidigare fanns ett stenkummel på samma plats.
I lotsdirektörens förslag till fyrväsendets förbättring 1864 ingick bland annat en fyr på Måseskär. Ritningar och kostnadsförslag till denna togs fram och godkändes av Kungl. Maj:t samma år. Därefter uppfördes ett öppet pelartorn av järn cirka 21 meter högt, med 2:a ordningens linsapparat och tillhörande lanternin. Tornet tillverkades på Eriksbergs Mekaniska Verkstad i Göteborg och fraktades i delar till Måseskär för uppsättning.
Bostadsbebyggelsen uppfördes 1865 och i oktober samma år tändes fyren. Bebyggelsen bestod av bostadshus, uthus, källare och avträde. En brunn sprängdes och stensattes, en båthamn med slip anlades liksom gångvägar mellan byggnaderna. Det gamla stångmärket revs. År 1869 målades fyren med vita fält för att under dagtid kunna skiljas från närliggande fyrar. Fyra år senare uppsattes två signalkanoner med lavetter. Mistsignaleringen togs snart över av en koleldad ångmistsiren i ett nybyggt maskinhus vid mitten av 1880-talet. Några år senare byttes fyrens originallins till en ny av tredje ordningen med ett nytt urverk.
Omkring år 1900 lades skiffertak på bostadshuset, uthuset och källaren. Detta skedde ungefär samtidigt på flera fyrplatser på västkusten, men senare har många av dessa tak ersatts med andra takmaterial. År 1950 elektrifierades fyren och 1955 ersattes urverk och lod av en elektrisk motor, vilket gjorde det möjligt att övervaka fyren från bostadshuset. En ny fyr byggdes 1978 med fyrkantiga dagmärken och lanternin av plast. Den gamla fyren släcktes i augusti samma år samtidigt som mistsignaleringen automatiserades. 
Den nya fyren är i drift medan den gamla fyren, bostadshus och uthus sedan 1988 disponeras av Stiftelsen Måseskär genom avtal med Sjöfartsverket.